# Бирюков, Николай Игнатьевич

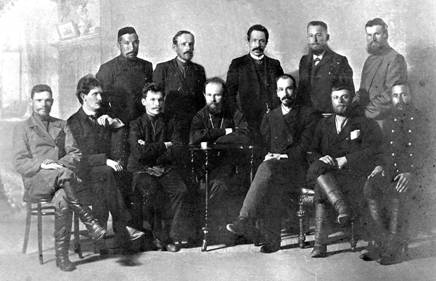
Члены государственной Думы Первого созыва от Вятской губернии. Слева — направо, сидят: С. Я. Тумбусов, В. С. Нечаев, П. Ф. Целоусов, о. Н. В. Огнёв, И. Н. Овчинников, И. О. Кузнецов, Е. П. Мамаев; стоят: Ш. Х. Хусаинов, Н. И. Бирюков, С. В. Ложкин, П. А. Садырин, В. С. Вихарев.

Николай Игнатьевич Бирюков (1872 — ?) — рабочий, депутат Государственной думы I созыва от Вятской губернии.

## Биография
По происхождению из крестьян. Окончил двухклассное министерское училище. Был рабочим Ижевского оружейного завода. От рабочих этого завода избран выборщиком. Беспартийный. По убеждениям — крайний левый.
15 апреля 1906 избран в Государственную думу I созыва от общего состава выборщиков Вятского губернского избирательного собрания. Поставил свою подпись под законопроектом «33-х» по аграрному вопросу. После роспуска Думы выслан из Вятской губернии.
В дни Февральской революции 1917 послал в Государственную Думу приветственную телеграмму в связи с победой революции.
Дальнейшая судьба и дата смерти неизвестны.